# Regulacje Formuły 1
Regulacje Formuły 1 – przepisy nałożone przez FIA, a później przez FISA dotyczące Formuły 1. Artykuł ten obejmuje zarówno aktualnie obowiązujące regulacje, jak i ich historię.

## Zasady i regulacje

### Techniczne

#### Podwozie
Samochód F1 może być maksymalnie szeroki na 200 cm. Chociaż nie jest wytyczona maksymalna długość oraz wysokość samochodu, pojazdy wszystkich stajni mają bardzo zbliżone do siebie rozmiary. Samochód musi mieć tylko 4 koła zamontowane na zewnątrz konstrukcji. Tylko dwa przednie koła muszą być skrętne, podczas gdy napęd musi być przenoszony na dwa tylne.
Główne podwozie zawiera "komorę bezpieczeństwa" wraz z kokpitem, strukturą zaprojektowaną tak, aby redukować siły uderzenia z przodu, oraz bak znajdujący się za kokpitem. Kierowca musi być zdolny do opuszczenia pojazdu nie wykonując żadnych dodatkowych czynności oprócz wyciągnięcia kierownicy.
Pokładowe systemy elektryczne oraz komputerowe, akceptowane są na początku sezonu, później mogą być zmieniane tylko za dodatkową zgodą FIA. Komputery zawierają telemetrię oraz czarną skrzynkę.

#### Silnik
Silnik w samochodzie Formuły 1 musi być czterosuwowym silnikiem wewnętrznego spalania. Silnik o pojemności 1.6 litra musi być w układzie V6 z turbodoładowaniem, z maksymalnie czterema zaworami na cylinder.
Zasady pomiędzy 2000 a 2005 rokiem nakazywały używanie 10 cylindrowych silników o pojemności 3.0 litrów. Aby zredukować, związaną z rozwojem, rosnącą moc tych silników, FIA zdecydowała się na zmniejszenie pojemności do 2.4 litrów oraz liczbę cylindrów do ośmiu. Nowe przepisy obowiązywały od 2006 roku, z myślą o biedniejszych zespołach pozwolono na używanie starych jednostek napędowych z ograniczonymi maksymalnymi obrotami.
Wał korbowy oraz wałki rozrządu muszą być wykonane ze stali lub żeliwa. Blok cylindrów, głowica, oraz tłoki nie mogą być wykonane z karbonu.
Odzyskiwanie energii kinetycznej (technologie hybrydowe) jest dozwolone od sezonu 2009. Maksymalna ilość energii magazynowana w ten sposób nie może przekroczyć 300 kJ. Od 2014 roku weszły silniki V6 1.6 z turbodoładowaniem.
Od sezonu 2016 wprowadzono dodatkową rurę wydechową prowadzącą bezpośrednio od wastegate'u (wcześniej spaliny omijające turbosprężarkę wpadały z powrotem do głównej rury), w celu zmniejszenia hałasu wytwarzanego przez silnik, który drastycznie spadł po wdrożeniu silników V6 w sezonie 2014.

#### Opony
Od sezonu 2007 wyłącznym dostawcą opon jest jedna firma – pierwszą była firma Bridgestone, od sezonu 2011 jest nią Pirelli, które dostarcza od roku 2019 pięć rodzajów opon wszystkim zespołom (C1, C2, C3, C4, C5) spośród których na każde Grand Prix wybierane są opony w trzech charakterystykach (miękkie, pośrednie, twarde). Zespoły muszą wybrać trzynaście zestawów opon (przynajmniej po jednym zestawie z trzech dozwolonych mieszanek) przed danym GP (wyścigi europejskie – 9 dni przed GP, poza Europą – 15). Dodatkowo, są dostarczane dwa typy opon deszczowych: pośrednie i pełne. W czasie wyścigu każdy kierowca zobowiązany jest użyć przynajmniej dwóch rodzajów mieszanek. Kolejność jest w tym wypadku obojętna. Jeśli w trakcie wyścigu pojawią się opady deszczu, wówczas zasada o użyciu dwóch mieszanek nie obowiązuje. Od sezonu 2009 opony oznaczane są kolorowymi paskami na brzegu opony, dzięki którym możliwe jest rozpoznanie jakich opon używa kierowca: czerwony dla miękkich, żółty dla pośrednich, biały dla twardych, zielony dla 
przejściowych i niebieski dla pełnych mokrych.

### Sportowe

#### Numery startowe
Do sezonu 2013 włącznie każdy zespół przystępujący do Mistrzostw Świata Formuły 1 otrzymywał dwa numery na swoje bolidy na dany sezon. Kolejność numerów zależała od miejsca uzyskanego w poprzednim sezonie. Jedynym wyjątkiem był zespół w którym jednym z kierowców był mistrz poprzedniego sezonu. Zespół taki otrzymywał numery 1 i 2. Reguła ta miała zastosowanie również w przypadku przejścia mistrza poprzedniego sezonu do innego zespołu (np. Fernando Alonso po przejściu McLarena zachował numer 1).
W przypadku gdy Mistrz Świata Formuły 1 wycofał się z Formuły 1, zamiast numeru 1 zostawał przydzielony zespołowi numer 0 (razem z numerem 2)
Numer 13 nie był przydzielany od roku 1974. Wcześniej przydzielany był czasami według uznania organizatorów wyścigów.
Przydzielenie numerów kierowcom w poszczególnych zespołach nie ma znaczenia i decyduje o nich wyłącznie dany zespół. 
Od 2014 roku kierowcy wybierają sobie numer do końca kariery (od 2 do 99) i z nim jeżdżą, jednak aktualny mistrz świata może wciąż używać numeru 1.

#### Treningi
Podczas jednego weekendu Grand Prix organizowane są 3 sesje treningowe: dwie w piątek (rano i po południu), oraz jedna w sobotę (rano). Wszystkie sesje trwają 60 minut. Sesję wygrywa ten kierowca, który przejechał jedno okrążenie w najkrótszym czasie. Liczba przejechanych okrążeń nie gra roli.

#### Kwalifikacje
Sesja kwalifikacyjna trwa 60 minut.
Rozkład czasowy sesji kwalifikacyjnej:
1 część – 18 minut;
przerwa – 8 minut;
2 część – 15 minut;
przerwa – 7 minut;
3 część – 12 minut.
Reguły ogólne kwalifikacji:
W trakcie danego limitu czasu przeznaczonego dla danej części kwalifikacji kierowcy rywalizują w sposób identyczny jak w treningu (walczy się o jak najkrótszy czas jednego okrążenia toru). Kierowca wyjeżdża na tor w dowolnym momencie, i również w dowolnym momencie wjeżdża do swojego garażu. Dozwolone jest wielokrotne wyjeżdżanie i wjeżdżanie z powrotem do garażu. Można również zmienić opony z twardych na miękkie i odwrotnie. O kolejności kierowców decyduje czas najszybszego okrążenia przejechanego w ciągu limitu czasu części serii kwalifikacyjnej. Gdy kierowca rozpoczął swoje szybkie okrążenie, a nie zdąży go ukończyć przed upływem regulaminowego limitu czasu części serii kwalifikacyjnej, jego wynik zostanie zaliczony, gdyż rozpoczął je przed upływem limitu czasu.
Regulamin 1. części.
Rywalizują w niej wszyscy kierowcy. Po jej zakończeniu 5 kierowców z najgorszymi czasami odpada, i zajmują miejsca na starcie wyścigu odpowiednio od 16. do 20.
Regulamin 2. części.
Rywalizuje w niej 15. kierowców, którzy uzyskali najlepsze czasy w pierwszej części. Po jej zakończeniu 5 kierowców z najgorszymi czasami odpada, i zajmują miejsca na starcie wyścigu odpowiednio od 11. do 15.
Regulamin 3. części.
Rywalizuje w niej 10. kierowców, którzy uzyskali najlepsze czasy w drugiej części. O ich kolejności na starcie wyścigu decydują ich wyniki (np. kierowca, który zajął 7 miejsce – startuje do wyścigu z 7. pola).

#### Parc fermé
Po kwalifikacjach każdy zespół jest zobowiązany do przekazania pojazdu do tzw. Parc fermé, gdzie jest przechowywany do dnia wyścigu. W tym czasie zabronione są wszelkie prace przy samochodzie, oprócz rutynowych prac konserwacyjnych.
Jeśli zespół musi zmienić w tym czasie silnik, kierowca będzie startował z końcowej pozycji; jeśli będzie wykonywana inna poważna naprawa, kierowca będzie startował z boksów.

#### Przebieg wyścigu

##### Koniec wyścigu
Po zakończeniu wyścigu, kierowcy zjeżdżają do tzw. Parc fermé (jest specjalne Parc fermé dla pierwszej trójki). Kierowcy którzy zajęli pierwsze 3 miejsca, przygotowują się na ceremonię podium, która następuje później. Są nagrody dla 1, 2, 3 miejsca oraz dla najlepszego konstruktora. Podczas ceremonii podium odgrywane są dwa hymny państwowe (najpierw dla zwycięskiego kierowcy, potem dla zwycięskiego konstruktora, chyba że zarówno zwycięski kierowca jak i zwycięski konstruktor pochodzą z tego samego kraju), później kierowcy na podium są oblewani szampanem. Później po ceremonii podium odbywa się konferencja prasowa w której biorą udział trzej najlepsi kierowcy danego wyścigu. Podczas konferencji prasowej kierowcy odpowiadają na pytania dziennikarzom obecnym w press roomie w języku angielskim, a następnie w językach ojczystych kierowców.

#### Punktacja
Mistrzostwo Świata Formuły 1 (kierowców i konstruktorów) rozstrzyga się na podstawie liczby punktów.
Punkty zostają przyznawane za miejsce uzyskane w wyścigu. Aby otrzymać punkty kierowca musi pokonać przynajmniej 90% dystansu zwycięzcy. Z tego powodu możliwe jest uzyskanie punktów nawet pomimo wycofania się z wyścigu.
Przydziela się odpowiednio następującą liczbę punktów:
- zwycięzca (1 miejsce): 25 punktów
- 2 miejsce: 18 punktów
- 3 miejsce: 15 punktów
- 4 miejsce: 12 punktów
- 5 miejsce: 10 punktów
- 6 miejsce: 8 punktów
- 7 miejsce: 6 punktów
- 8 miejsce: 4 punkty
- 9 miejsce: 2 punkty
- 10 miejsce: 1 punkt

Kierowca, który uzyskał najlepszy czas okrążenia w wyścigu oraz zajął miejsce w czołowej dziesiątce, uzyskuje 1 punkt dodatkowy.
Kierowca może uzyskać maksymalnie 26 punktów, natomiast zespół – maksymalnie 44 punkty.
Sklasyfikowani są kierowcy, który ukończyli przynajmniej 90% dystansu wyścigu (może dojść do sytuacji, w której kierowca, który nie ukończył wyścigu, zdobywa punkty). Jeśli wyścig zostanie przerwany i nie zostanie później wznowiony, brana jest pod uwagę klasyfikacja z przedostatniego okrążenia. Jeżeli wyścig zostanie przerwany przedwcześnie, a kierowcy przejechali mniej niż 75% dystansu, kierowcy otrzymują połowę punktów przewidzianą za zajęte przez nich miejsca.
O klasyfikacji w tabeli mistrzostw decyduje łączna liczba punktów uzyskana w tabeli przez kierowcę (lub zespół w przypadku rywalizacji konstruktorów). W przypadku posiadania przez kilka zespołów lub kierowców takiej samej liczby punktów, decyduje liczba zwycięstw, a jeżeli i to nie przynosi rozstrzygnięcia, to liczba miejsc drugich, trzecich itd.

#### Flagi
Wymiary flag. Szachownica oraz flaga czerwona: 80 × 100 cm. Pozostałe flagi: 60 × 80 cm.
| Flaga                                       | Znaczenie |
| ------------------------------------------- | --- |
| Czarno-biała flaga w szachownicę            | Sesja treningowa, kwalifikacyjna lub wyścig zostały zakończone. Podczas treningów i kwalifikacji flaga jest wywieszona po upływie określonego czasu. W wyścigu jako pierwsza pokazana jest zwycięzcy i później każdemu następnemu kierowcy mijającemu linię mety. |
| Czerwona flaga                              | Zatrzymanie sesji – z powodu poważnego wypadku lub złych warunków na torze. |
| Niebieska flaga                             | Ostrzega kierowcę przed szybszym kierowcą. W przypadku, gdy kierowca trzykrotnie zignoruje niebieską flagę, zostanie ukarany. |
| Żółta flaga                                 | Oznacza niebezpieczeństwo na torze – każdy kierowca powinien zwolnić i zachować szczególną ostrożność.* W przypadku, gdy członek obsługi toru macha dwoma flagami jednocześnie, kierowcy muszą być przygotowani do zatrzymania się. Wyprzedzanie pod żółtą flagą jest zabronione. - może być pokazana również z tabliczką, na której jest napis "SC". Oznacza to, że na torze jest lub wyjeżdża samochód bezpieczeństwa. Nie można wtedy wyprzedzać. Najczęściej pokazywana jest, gdy jakiś wypadek zdarzył się na torze, poważniejszy niż wywieszenie samej żółtej flagi, ale nie taki poważny, aby wywiesić czerwoną flagę lub także gdy podczas trwania wyścigu pogorszyły się warunki pogodowe na torze. |
| Zielona flaga                               | Brak niebezpieczeństwa – kierowca minął potencjalnie niebezpieczny odcinek toru. Koniec ograniczeń. |
| Biała flaga                                 | Uwaga – powolny pojazd na torze. |
| Żółta flaga w czerwone pasy                 | Ostrzeżenie przed śliską nawierzchnią – z powodu opadów lub ze względu na olej lub inną ciecz na torze. |
| Czarna flaga z pomarańczowym kołem          | Informuje kierowcę, że jego bolid jest uszkodzony. Razem z flagą zostaje pokazany numer bolidu, którego kierowca powinien niezwłocznie zjechać do boksów. |
| Czarno-biała flaga podzielona po przekątnej | Sygnalizuje kierowcy jego niesportowe zachowanie i ostrzega przed pokazaniem mu flagi czarnej. Zostaje pokazana razem z numerem startowym kierowcy którego dotyczy. |
| Czarna flaga                                | Dyskwalifikacja – kierowca niezwłocznie powinien zjechać do boksów. Zostaje pokazana razem z numerem startowym kierowcy którego dotyczy. |

#### Kary
Kary mogą być nakładane na kierowców za różne wykroczenia, włączając przedwczesny start, przekroczenie dozwolonej prędkości w alei serwisowej, spowodowanie kolizji, wyprzedzanie kierowcy gdy na torze przebywa samochód bezpieczeństwa, nielegalne blokowanie bądź ignorowanie flag. Istnieją następujące typy kar nakładane na kierowców:
- Kara przejazdu przez boksy (drive through) – zobowiązuje kierowcę do przejechania przez boksy bez zatrzymywania pojazdu z zachowaniem limitu prędkości.
- Kara dziesięciu sekund (stop&go) – zobowiązuje kierowcę do wjechania do boksów, zatrzymania się na 10 sekund, i wyjechania. W czasie odbywania kary mechanicy nie mogą pracować przy samochodzie.
- Bardziej drastyczną karą, za poważniejsze wykroczenia, jest przesuwanie pozycji startowej kierowców w czasie kolejnego Grand Prix o 5 lub 10 miejsc do tyłu (dla przykładu: kierowca który uzyskał pole position zostanie przesunięty na 6. lub na 11. pozycję startową).
- Najostrzejszą stosowaną karą jest dyskwalifikacja przez pokazanie kierowcy czarnej flagi. Kara taka może zostać nałożona za ignorowanie kar albo nieprawidłowości techniczne, jeśli zostaną one zbadane po wyścigu. Wynik osiągnięty przez zdyskwalifikowanego kierowcę zostaje anulowany (dyskwalifikacja oznacza brak rezultatu).
- Jeśli dyskwalifikacja (czarna flaga) jest niewystarczającą metodą ukarania, kierowca może zostać zawieszony na określoną liczbę wyścigów.
- Ostatecznym środkiem karania kierowców (szczególnie w związku z narażaniem życia innych kierowców czy próbą ustawienia ostatecznego wyniku Mistrzostw Świata Formuły 1 poprzez m.in. spowodowanie kolizji której skutkiem jest wyeliminowanie przeciwnika celem zdobycia mistrzowskiego tytułu) jest wykluczenie z Mistrzostw Świata Formuły 1 w danym sezonie.

Na odbycie kary przejazdu przez boks bądź dziesięciu sekund kierowca ma 3 okrążenia czasu od momentu otrzymania przez zespół informacji o karze. Jeśli jednak kierowca nie odbędzie kary w ciągu 3 okrążeń, zostanie zdyskwalifikowany (czarna flaga). Kary otrzymane w ciągu ostatnich pięciu okrążeń nie muszą być odbywane; zamiast tych kar w przypadku naruszenia przepisów podczas tych pięciu ostatnich okrążeń do czasu wyścigu danego kierowcy zostanie dodane 25 sekund.
Od sezonu 2014 kierowca może otrzymać punkty karne. O ich przyznaniu decyduje zespół sędziów. Zgodnie z przepisami, punkty karne tracą ważność po dwunastu miesiącach od ich przyznania. Kierowca który w ciągu roku zbierze ich 12, zostaje automatycznie zawieszony na czas jednego wyścigu.